# 釜蓋城
釜蓋城（かまぶたじょう）は、長崎県雲仙市にあった日本の城。有馬氏家臣・千々石淡路守直員（千々石ミゲルの実父）が城主を務めた。標高154メートルの山城である。雲仙市指定史跡。

## 歴史
- 1569年（永禄12年）- 築城。
- 1577年（天正5年）- 有馬氏と対立していた佐賀・龍造寺隆信の軍が千々石を攻める。当時、千々石と釜蓋城を守っていた千々石大和守直員（淡路守養子）は奮闘するも、有馬援軍の遅れもあって、家臣とともに自刃。

## 現在
城のあった山の麓には、大和守の遺言により建てられた天満宮が残る。城跡は公園として整備されており、天守ないし櫓風の展望台が設置されている。グラウンドや展望台などから千々石湾と千々石の街並みを望むことができる。また、城山を下りると「軍神」として有名な橘中佐を祀った橘神社がある。2000年（平成12年）3月6日には、雲仙市の史跡に指定された。
毎年春には千々石氏とその家来らを偲んで、武者行列に松明を灯し町内を行進してゆく観応火宴が催される。